# BlackBerry (virksomhed)
BlackBerry Limited, tidligere kendt som Research In Motion (RIM), (TSX: RIM

, NASDAQ: RIMM

) er en canadisk multinational telekommunikationsvirksomhed med hovedsæde i Waterloo, Ontario, Canada som designer, producerer og sælger trådløse løsninger på mobiltelefonimarkedet. BlackBerry tilbyder platforme og løsninger for adgang til informationer via e-mail, tale, instant messaging, SMS, Internet- og intranetbaserede applikationer og browsing. RIM's portefølge inkluderer BlackBerry, håndholdte enheder, softwareudviklingsværktøjer og øvrig soft- og hardware. Virksomheden blev etableret af Mike Lazaridis, som i dag fungerer som co-CEO sammen med Jim Balsillie. Virksomheden er i Danmark mest kendt for smartphonen BlackBerry, der kom på markedet i 2002.

## Historie
Før produktionen af BlackBerry arbejde RIM sammen med RAM Mobile Data og Ericsson på at lave det Ericsson-udviklede Mobitex trådløse netværk til en tovejs personsøger og trådlås e-mail computernetværk. Omdrejningspunktet for denne udvikling var udgivelsen af Inter@ctive pager 950, som kom på markedet i 1998. Personsøgeren var omtrent på samme størrelse som et stykke håndsæbe og konkurrerende imod det af Motorola udviklede SkyTel tovejs personsøgernetværk.
RIM's tidlige udvikling blev finansieret af institutionelle investorer og venturekapitalister fra Canada. Working Ventures Canadian Fund Inc. led the first venture round. Virksomheden blev noteret på Toronto Stock Exchange i Januar 1998 med symbolet RIM.

### Vækst
RIM var været igennem en stor vækst efter årtusindskiftet og har i dag omkring 10 % af smartphonemarkedet (maj 2010)Desuden er virksomheden med en andel på 3% verdens sjettestørste fabrikant på markedet blandt samtlige mobiltelefonproducenter.
| År   | Salg           | Driftsindtægter | Nettoindsægter |
| ---- | -------------- | --------------- | -------------- |
| 2002 | 294.000.000    | (58.000.000)    | (28.000.000)   |
| 2003 | 307.000.000    | (64.000.000)    | (149.000.000)  |
| 2004 | 595.000.000    | 78.000.000      | 52.000.000     |
| 2005 | 1.350.000.000  | 386.000.000     | 206.000.000    |
| 2006 | 2.066.000.000  | 617.000.000     | 375.000.000    |
| 2007 | 3.037.000.000  | 807.000.000     | 632.000.000    |
| 2008 | 6.009.000.000  | 1.731.000.000   | 1.294.000.000  |
| 2009 | 11.065.000.000 | 2.722.000.000   | 1.893.000.000  |
| 2010 | 14.953.000.000 | 3.507.000.000   | 2.457.000.000  |
| 2011 | 19.907.000.000 | 4.639.000.000   | 3.444.000.000  |